# Černorizec Chrabr
Černorizec Chrabr (staroslověnsky Чрьнори́зьць Хра́бръ, působil na přelomu 9. a 10. století) byl bulharský staroslověnsky píšící mnich a učenec, působící v preslavské literární škole.
Výraz černorizec (doslova: oblečen v černou řízu) je nejnižší stupeň v hierarchii pravoslavných mnichů, Chrabr je pravděpodobně křestní jméno související s českým slovem chrabrý, může však jít i o přezdívku.

## Život
O Chrabrově životě nejsou známy žádné podrobnosti a i z jeho literárního díla je znám jediný krátký spis, obvykle označovaný jako O písmenech (О писмєньхъ), napsaný patrně krátce po roce 893. V tomto spise popisuje Chrabr hlaholici, její historii i důvody jejího vzniku a rovněž polomýtickou historii písma řeckého. Hájí slovanské písmo proti řeckému, neboť „svatý muž je vytvořil, kdežto řecká Helénové pohané“. Cenný je i fakt, že Chrabr uvádí i přesný letopočet vzniku hlaholice, totiž rok 6363 od stvoření světa (není však jisté, zda je tím míněn rok 855 podle byzantského počítání, nebo 863 podle alexandrijského počítání).
Značné diskuse vyvolala Chrabrova zmínka o tom, že „Slované dřív, pokud byli pohany, neměli písma, ale počítali a věštili črtami a zářezy (чръты и рѣзы), což zastánci teorie o předkřesťanském slovanském písmu považují za jeden z důkazů o jejich existenci.
Dochovalo se více než 70 středověkých opisů a výpisků z Chrabrova spisu (nejstarší z roku 1348). Všechny jsou psány v cyrilici, ačkoliv původní spis byl zřejmě napsán hlaholským písmem. Dochované opisy lze rozdělit do sedmi jazykových a textových variant, neboť při přepisu došlo k určitému obsahovému posunu.